# یوزباشی‌لار
یوزباشی‌لار (به لاتین: Yuzvashilar) یک منطقه مسکونی در جمهوری آذربایجان است که در شهرستان بردع واقع شده است.